# كسترد

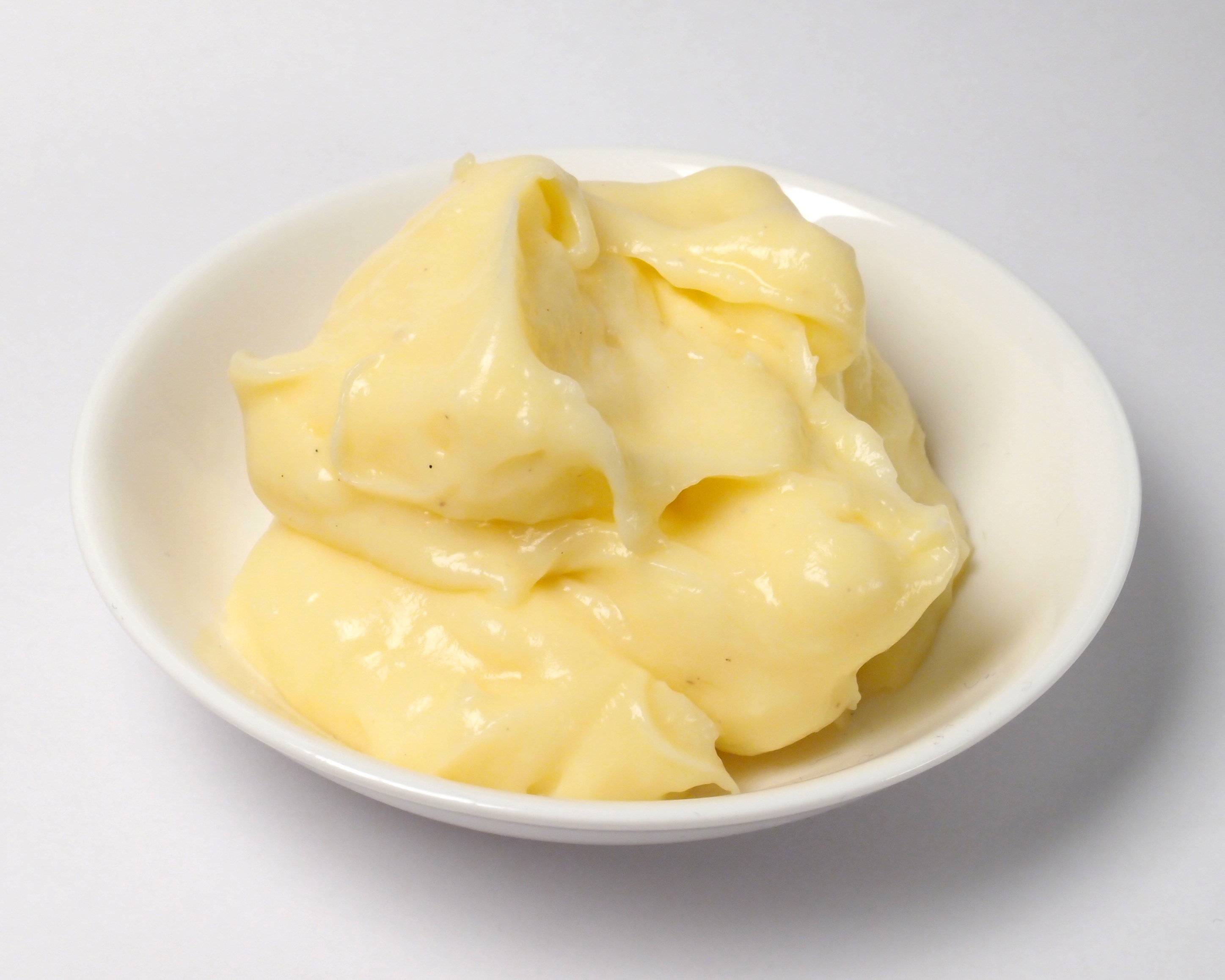
كريم المُعجنات (Pastry Cream)

القَستَر أو الكَستَرد أو (نقحرة: كاسترد) (بالإنجليزية: Custard) هو مجموعة متنوعة من مستحضرات الطهي تعتمد على الحليب المحلى أو الجبن أو الكريمة المطبوخة بالبيض أو صفار البيض لتكثيفه، وأحيانًا الدقيق أو نشا الذرة أو الجيلاتين. على حسب الوصفة، قد تختلف الكَستَرد في الاتساق من رقيقة السكب صلصة (كريمة إنجليزية) إلى كريم المعجنات سميكة (كريم الحلواني pâtissière) تستخدم لملء الإكلير.
واستخدام الكَستَرد الأكثر شيوعًا في حلويات الكَستَرد أو صلصات الحلوى وعادة ما تشمل السكر والفانيليا، ويستخدم أيضًا في الفطيرة الفرنسية المالحة كيشي quiche.[بحاجة لمصدر]

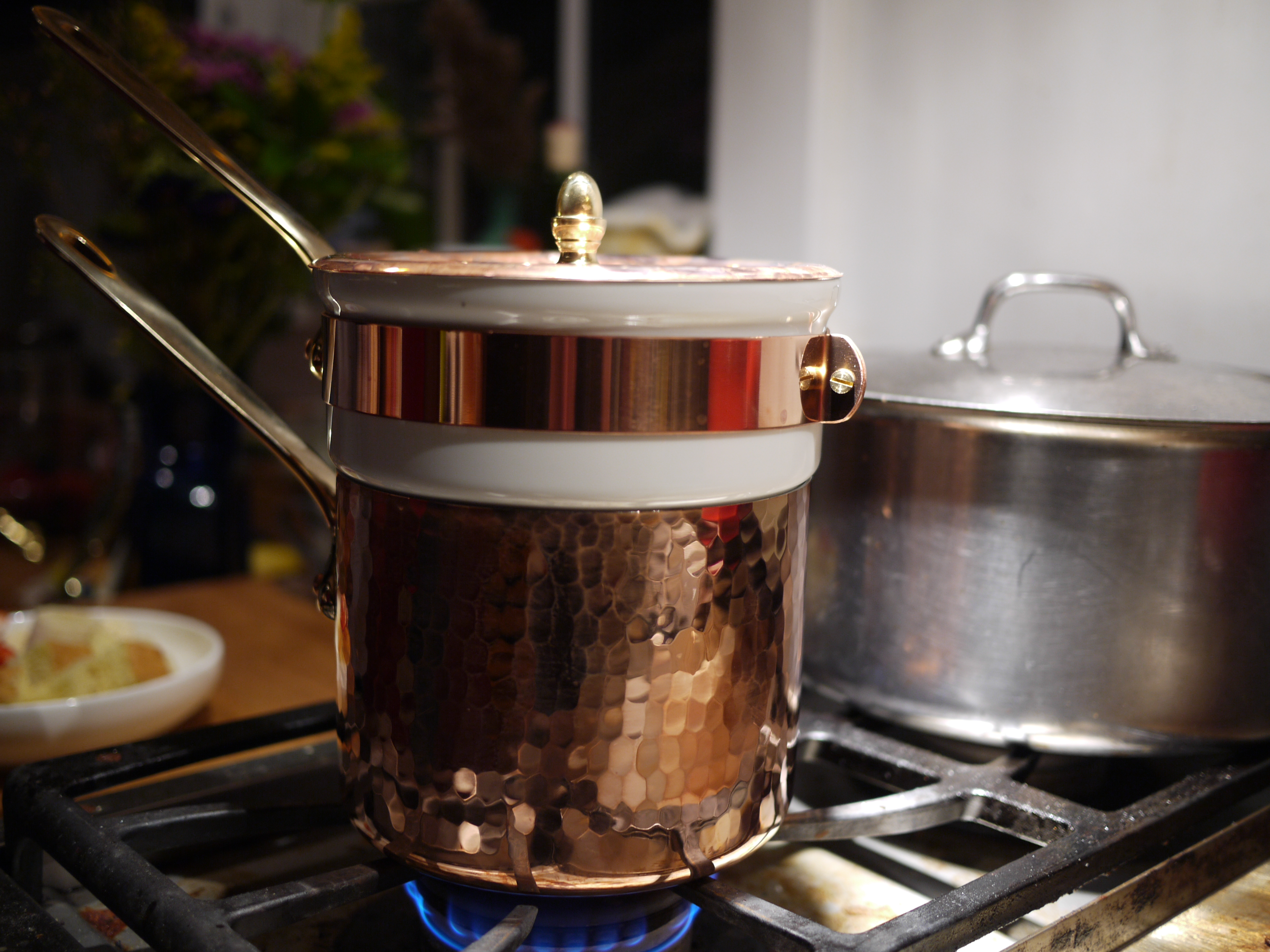
حمام مائي على الموقد

عادة ما يُطهى الكَستَرد في حمام مائي، أو يُسخن برفق شديد في قدر على الموقد، كما يمكن أيضًا طهي الكَستَرد على البخار، أو خبزه في الفرن مع حمام مائي أو بدونه، أو حتى طهيه في قدر الضغط. تحضير الكَستَرد هو عملية دقيقة، لأن زيادة درجة الحرارة من 3-6 درجات مئوية (5-10 درجة فهرنهايت) تؤدي إلى الإفراط في الطهي والتخثر.
بشكل عام، يجب ألا يتجاوز الكَستَرد المطبوخ بالكامل 80 درجة مئوية (175 درجة فهرنهايت تقريبًا)؛ يبدأ الإعداد عند 70 درجة مئوية (~ 160 درجة فهرنهايت)، الحمام المائي يبطئ من انتقال الحرارة ويسهل إزالة الكَستَرد من الفرن قبل أن يتخثر.
إضافة كمية صغيرة من دقيق الذرة إلى خليط البيض والسكر يعمل على استقرار الكَستَرد الناتج، مما يسمح بطهيه في مقلاة واحدة وكذلك في حمام مائي، يمكن استخدام حمام ماء للتحكم بدقة في درجة الحرارة.

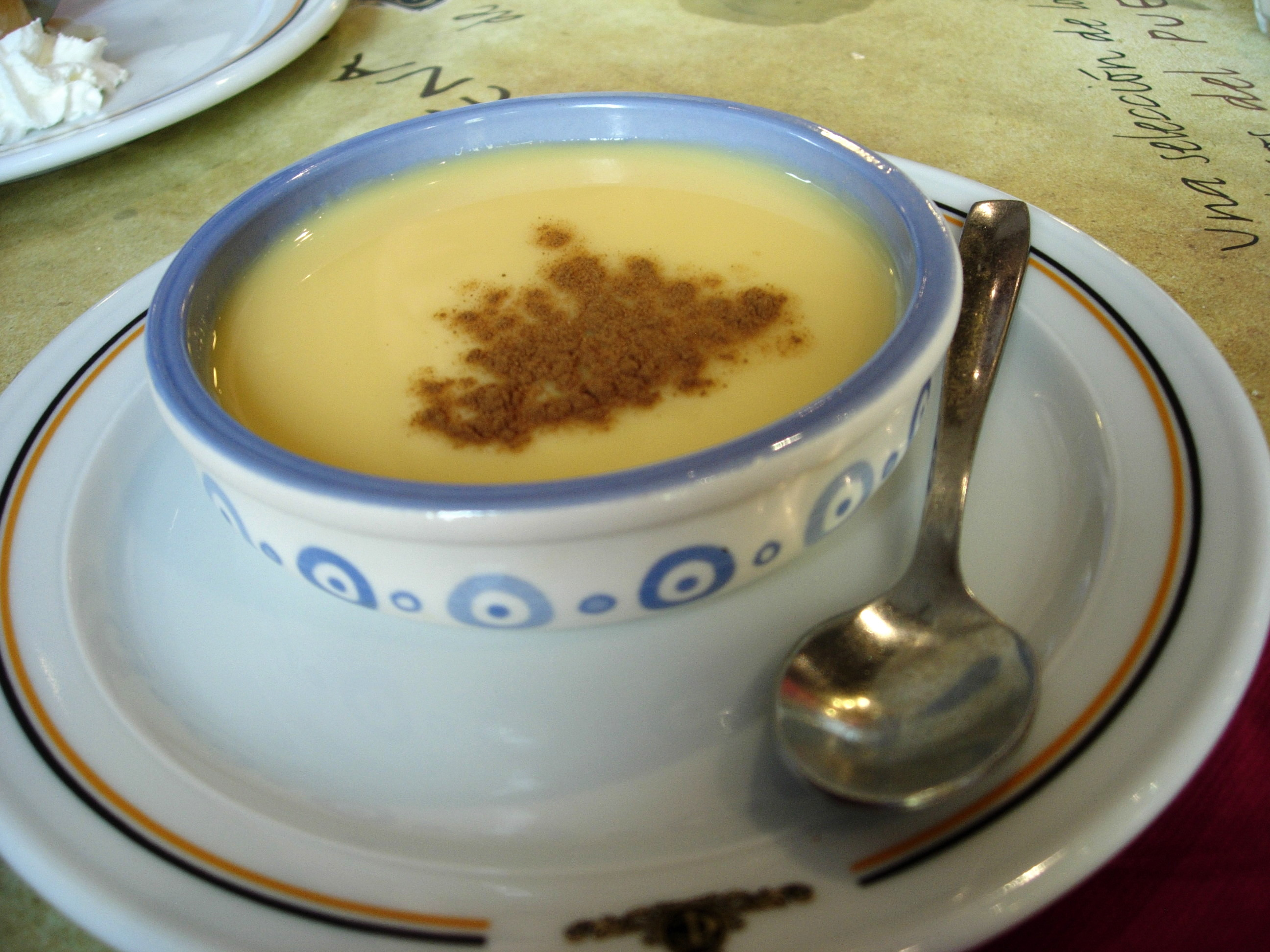
وعاء من ناتيلاس في مدريد

## أنواع الكَستَرد
في حين أن الكَستَرد قد يشير إلى مجموعة متنوعة من الأطباق السميكة، تقنيًا (وفي الطبخ الفرنسي) تشير كلمة «كَستَرد» فقط إلى كَستَرد البيض السميك. عند إضافة النشا تُسمى النتيجة بكريمة المعجنات أو كَستَرد الحلويات المصنوع من مزيج من الحليب أو الكريمة وصفار البيض والسكر الناعم والدقيق أو بعض النشا الآخر، وعادة ما تُستخدم منكهات مثل الفانيليا أو الشوكولاتة أو الليمون.
سماكة الكَستَرد ناتجة عن مزيج من البيض والنشا. يتكاثف دقيق الذرة أو الدقيق عند 100 درجة مئوية (212 درجة فهرنهايت) وعلى هذا النحو فإن العديد من الوصفات تطلب من كريمة المعجنات أن تغلي. في الكَستَرد التقليدي مثل الكريمة الإنجليزية حيث يتم استخدام البيض بمفرده كمكثف، حيث ينتج عن الغليان الإفراط في الطهي و «تخثر» الكَستَرد لاحقًا، ومع ذلك في كريمة المعجنات النشا يمنع ذلك. بمجرد أن تبرد فإن كمية النشا في كريمة المعجنات «تجعلها تتجمد» وتتطلب خفقها أو خفقها قبل الاستخدام.
عندما يُضاف الجيلاتين وتُطوى الكريمة المخفوقة، ويوضع في قالب، يصبح البافارو. عندما يتم استخدام النشا بمفرده كمكثف (بدون بيض) تكون النتيجة نوع من المهلبية. في المملكة المتحدة يوجد للكَستَرد العديد من الوصفات التقليدية بعضها مكثف بشكل أساسي بدقيق الذرة (نشا الذرة) بدلاً من البيض، والبعض الآخر يشمل الدقيق العادي.
بعد أن يتكاثف الكَستَرد يمكن مزجه مع مكونات أخرى: يخلط مع بياض البيض المخفوق بشدة والجيلاتين، يصبح كريم تشيبوست، يُمزج مع الكريمة المخفوقة يصبح كريم ليجير. يؤدي الخفق في الزبدة المخففة إلى إنتاج كريمة الزبد الألمانية أو كريم موسلين.

## تاريخ الكَستَرد
كانت الكَستَرد المخبوزة في المعجنات (فطائر الكَستَرد) شائعة جدًا في العصور الوسطى، وأصل الكلمة الإنجليزية «كَستَرد»: هو المصطلح الفرنسي «كروستاد» يشيرفي الأصل إلى قشرة الفطيرة، وهو مشتق من الكلمة الإيطالية crostata، وفي النهاية الكلمة اللاتينية crustāre . ومن الأمثلة على ذلك قشرة اللحم والقشرة، في المجموعة الإنجليزية من القرن الرابع عشر The Forme of Cury. تتضمن هذه الوصفات مكونات صلبة مثل اللحوم والأسماك والفاكهة التي تحتوي على الكَستَرد، استخدم بعض الكَستَرد خاصة في العصر الإليزابيثي القطيفة (آذريون) لإعطاء لون للكَستَرد.
في العصر الحديث، يتم تطبيق اسم «الحليب» في بعض الأحيان على المستحضرات السميكة مثل المهلبية ومسحوق النشا فوستر كلارك.

## الكيمياء
يتم تكثيف الكَستَرد المخفوق عن طريق تخثر بروتين البيض، في حين أن نفس الشيء يعطي الكَستَرد المخبوز هيكله الهلامي، يؤثر نوع الحليب المستخدم أيضًا على النتيجة، أهم شيء في الكَستَرد الناجح هو تجنب الحرارة الزائدة التي قد تسبب تخثرًا زائدًا وتساحبًا ينتج عنه كَستَرد رائب. يحتوي البيض على البروتينات اللازمة لتكوين الهلام والمستحلبات للحفاظ على البنية. ويحتوي صفار البيض أيضًا على إنزيمات مثل الأميليز، والتي يمكنها تكسير النشا المضاف. يساهم نشاط الإنزيم هذا في التخفيف الكلي للكَستَرد في الفم. يساعد ليسيثين صفار البيض أيضًا في الحفاظ على تداخل الحليب والبيض. تتجمد البروتينات في بياض البيض عند 60-80 درجة مئوية (140-180 درجة فهرنهايت).
يُضاف النشا أحيانًا إلى الكسترد لمنع التخثر المبكر، يعمل النشا كمخزن حراري في الخليط حيث أنه يمتص الحرارة ويساعد في الحفاظ على معدل ثابت لنقل الحرارة.النشا أيضًا تجعل ملمسه أكثر نعومة وتعطي شعورًا بالفم أكثر سمكًا.
إذا كان الرقم الهيدروجيني للخليط 9 أو أعلى يكون الجل صلبًا جدًا، إذا كان أقل من 5 فإن بنية الهلام تواجه صعوبة في التشكل لأن البروتونات تمنع تكوين الروابط التساهمية.

## استخدامات الكَستَرد
| استخدامات الكَستَرد | استخدامات الكَستَرد | استخدامات الكَستَرد                      |
| ----------------- | ----------------- | -------------------------------------- |
| فلا               | Taiyaki           | كريم بافاري                            |
| كريم شانتيه       | فطيرة بيض         | فطيرة بوسطون الكريمية                  |
| المهلبية          | شراب البيض        | بوغاتسا                                |
| ناتيلاس           | ترايفل            | فطيرة الكريمة                          |
| باستيل دي ناتا    | فطيرة             | كريم كراميل                            |
| بودنغ             | جزيرة عائمة       | كريم بروليه                            |
| شريحة فانيليا     | فرانجيباني باللوز | تارت الكَستَرد ، وتسمى أيضًا كَستَرد البيض. |
| كَستَرد الموز       | كَستَرد مجمد        | زاباجليون                              |